# Тульский патронный завод
Акционерное общество «Тульский патронный завод» (сокращённо АО «ТПЗ») — многопрофильное машиностроительное предприятие, одно из ведущих учреждений оборонно-промышленного комплекса Российской Федерации и один из главных российских производителей боеприпасов для стрелкового вооружения военного и гражданского назначения. Помимо патронов занимается изготовлением разнообразной продукции общего назначения в том числе низковольтной аппаратуры, инструментов, сильфонов и сильфоновых компенсаторов, комбайновых цепей, цепей для конвейеров и др. Награждён орденом Трудового Красного Знамени РСФСР (1921) и орденом Трудового Красного Знамени (1971).

## История
Ведёт свою историю с 17 мая 1880 года, когда император Александр II официально утвердил положение Военного совета об устройстве патронного завода с привлечением частного капитала. Право на устройство завода было дано коллежскому асессору Фёдору Григорьевичу фон Гилленшмидту. В 1880 году был заключён контракт с Главным артиллерийским управлением русской армии на поставку 210 миллионов патронов в течение семи лет. В этом же году на Тульском патронном заводе начали выпускаться 4,2-линейные (10,67-мм) боеприпасы к винтовке Бердана № 2, а затем был налажен выпуск патронов к трёхлинейной (7,62-мм) винтовке образца 1891 года, револьверных патронов и патронов к охотничьему оружию. В 1882 году завод начал работать на полную мощность достигнув годовых объёмов выпуска патронов в 30 миллионов штук. К 1886 году были налажены латунно-прокатные и меднолитейные заводы, которые полностью закрыли все потребности в цветных металлах при производстве патронов.
За годы первой мировой войны в русскую армию Тульским патронным заводом было поставлено до четверти патронов из общего количества, выпущенного отечественной промышленностью.

### В СССР
28 июля 1918 года завод был объявлен собственностью РСФСР. Во время Гражданской войны Тульский патронный завод с августа 1918 года по 27 июня 1919 года изготовил почти 163 миллиона патронов из 204 миллионов, выпущенных в стране.
В 1929—1931 годах была проведена реорганизация производства и построены новые корпуса, была повышена техническая оснащённость предприятия и улучшена организация труда, уменьшены расстояния межоперационных перевозок, оптимизирована поточность производства боеприпасов, начало уделяться больше внимания экономии цветных металлов и механизации производства. С 1932 года впервые в стране в прокатном цехе Тульского патронного завода начался выпуск биметалла.
С декабря 1936 года патронный завод входил в Народный комиссариат оборонной промышленности СССР как завод № 176. 14 сентября 1937 года завод был разделен на два предприятия. Производство артиллерийских гильз стало заводом № 176 Наркомата боеприпасов СССР (впоследствии завод «Штамп»). Патронное производство стало заводом № 38 Наркомата вооружений СССР. Патронный завод выпускал 7,62-мм патроны ШКАС, 7,62-мм патроны ТТ и 7,62-мм патроны Наган. В 1941 году ему было присвоено имя С. М. Кирова.
С началом Великой Отечественной войны принимал участие в обеспечении фронта боеприпасами, однако в октябре 1941 года его пришлось эвакуировать в Юрюзань (Челябинская область), а прокатное производство — в город Нытва (Пермская область). 19 декабря 1942 года ГКО СССР приняло распоряжение об обеспечении электроэнергией завода № 38.
С разгромом немецких войск под Москвой после окончания обороны Тулы производство 7,62-мм патронов было возобновлено, и к концу 1942 года общий объём выпуска достиг 100 тысяч штук, а к концу 1943 года — 388 миллионов.
После войны Тульский патронный завод активно занимался освоением новых технологий, в 1949 году началось массовое производство патронов на автоматических роторных линиях, к 1953 году таких линий стало 6, к 1963 году — 160. Организуется комплексно-автоматизированное производство стальных гильз. В 1973 году одним из первых в отрасли был освоен выпуск 5,45-мм патронов для автомата АК-74.
Многие годы директором Тульского патронного завода был Алексей Петрович Дьяков, проработавший на предприятии более полувека, а в этой должности около 30 лет (1944—1972 гг.). В 1970 году Указом Президиума Верховного Совета СССР ему присвоено звание Героя Социалистического Труда.

### В Российской Федерации
Производственное объединение «Тульский патронный завод» было акционировано в 1991 году на основании президентского указа № 721. Акционированное предприятие получило название ОАО «Тульский патронный завод».
В 1991—1997-x годах было освоено производство боеприпасов для разнообразного охотничьего и спортивного оружия: 5,45 × 18 мм, 5,45 × 39 мм, 7,62 × 39 мм, 5,56 × 45 мм, 5,6 × 39 мм, 9 × 17 мм, 9 × 18 мм ПМ, 9 × 19 мм Парабеллум, .45 ACP, 12,3 × 22 мм, 12,5 × 35 мм. В начале 21 века было освоено производство .40 S&W и 7,62 × 51 мм НАТО; вырос объём поставок на экспорт. Часть тульских боеприпасов широко известна за рубежом под торговой маркой WOLF.

## Собственники и руководство
Основными держателями акций в 2016 году являлись АО «Столичная паевая Компания» и Алексей Соловов. В феврале 2017 года Игорь Ротенберг стал владельцем 46,176 % акций Тульского патронного завода, до этого принадлежавшие Соловову. В 2018 Игорь Ротенберг снизил свою долю в Тульском патронном заводе до 20,23 % акций после того, как был включен в санкционный список Минфина США.

## Санкции
20 июля 2023 года, на фоне вторжения России на Украину, Тульский патронный завод попал в блокирующий санкционный список США так как завод производит боеприпасы к стрелковому оружию для российских вооружённых сил.
23 февраля 2024 года завод внесён в санкционный список стран Евросоюза как «выпускающий патроны для использования в различных видах оружия, используемого в Вооруженных Силах РФ». 21 февраля 2024 года завод включён в санкционный список Канады против организаций связанных с военно-промышленным комплексом»».
По аналогичным основаниям завод попал под санкции Украины и Швейцарии.